# Aspidostemon perrieri
Aspidostemon perrieri är en lagerväxtart som först beskrevs av Paul Auguste Danguy, och fick sitt nu gällande namn av J.G. Rohwer. Aspidostemon perrieri ingår i släktet Aspidostemon och familjen lagerväxter. Inga underarter finns listade i Catalogue of Life.